# Acetylkolin
Acetylkolin är en signalsubstans som finns i bland annat synapserna mellan nerver och muskler. System där signalerna överförs av acetylkolin benämnes kolinerga.
Muskelsjukdomen myasthenia gravis beror på att de postsynaptiska acetylkolinreceptorerna minskar i antal. Acetylkolin förekommer också i hjärnans cortex där det verkar upprätthålla den normala elektriska aktiviteten och därmed vakenhet. En sjukdom som tros orsakad av förlust av acetylkolinceller i hjärnan är Alzheimers sjukdom. Det parasympatiska nervsystemet använder endast acetylkolin som neurotransmittor. Acetylkolin frisätts från motorneuron till den neuromuskulära synapsen när en aktionspotential når motorneuronets terminal. Där binder acetylkolin till motorändplattans receptorer på muskeln och orsakar en sammandragning, kontraktion, av muskeln. Acetylkolin bryts snabbt ned av enzymet acetylkolinesteras och synapsen är redo att ta emot en ny signal.